# 劉淑儀 (演員)
劉淑儀（英語：Lau Shuk Yee，1965年—），出生於香港，前香港女演員，現已移民美國三藩市。

## 經歷
劉淑儀於1982年入讀無線電視藝員訓練班第十二期，與吳啟華、劉青雲、陶大宇、曾華倩、藍潔瑛、劉嘉玲、商天娥、吳君如、黃偉良、龍炳基是同學，1983年畢業 。而後成爲無線電視藝員，在1984年梁朝偉版《鹿鼎記》中飾演蕊初，在《宝芝林》中饰演陈英。1985年在《魔域桃源》中飾演白蝶兒。

## 個人生活
出淑儀道初期曾與男演員詹秉熙拍拖，两人於1986年分手。2002年與美籍伴侶結婚，由此長居美國。

### 電視劇（無綫電視）
| 年代   | 劇名     | 角色   |
| ------ | -------- | ------ |
| 1984年 | 鹿鼎记   | 蕊初   |
| 1984年 | 宝芝林   | 陈英   |
| 1985年 | 魔域桃源 | 白蝶儿 |
| 1987年 | 静待黎明 | 小红   |